# Hakim Abdallah
Hakim Djamel Abdallah (Saint-Leu, 9 gennaio 1998) è un calciatore francese naturalizzato malgascio, attaccante della UTA Arad e della nazionale del Madagascar.

## Carriera

### Nazionale
Ha giocato nelle nazionali giovanili francesi Under-16 ed Under-19.
Il 12 novembre 2019 ha debuttato con la nazionale malgascia giocando l'incontro di qualificazione per la Coppa d'Africa 2021 perso 2-1 contro la Costa d'Avorio.
Segna il primo gol in nazionale il 14 novembre 2021 nella partita di qualificazione alla Coppa del Mondo 2022 pareggiata 1-1 contro la Tanzania.

## Statistiche

### Presenze e reti nei club
Statistiche aggiornate al 27 marzo 2023.
| Stagione        | Squadra          | Campionato      | Campionato | Campionato | Coppe nazionali | Coppe nazionali | Coppe nazionali | Coppe continentali | Coppe continentali | Coppe continentali | Altre coppe | Altre coppe | Altre coppe | Totale | Totale |
| Stagione        | Squadra          | Comp            | Pres       | Reti       | Comp            | Pres            | Reti            | Comp               | Pres               | Reti               | Comp        | Pres        | Reti        | Pres   | Reti   |
| --------------- | ---------------- | --------------- | ---------- | ---------- | --------------- | --------------- | --------------- | ------------------ | ------------------ | ------------------ | ----------- | ----------- | ----------- | ------ | ------ |
| 2014-15         | Brest 3          | N3              | 5          | 0          | -               | -               | -               | -                  | -                  | -                  | -           | -           | -           | 5      | 0      |
| 2015-16         | Brest 2          | N3              | 3          | 2          | -               | -               | -               | -                  | -                  | -                  | -           | -           | -           | 3      | 2      |
| 2016-gen. 2017  | Stoke City U23   | PL2             | 6          | 2          | -               | -               | -               | -                  | -                  | -                  | -           | -           | -           | 6      | 2      |
| gen. 2017-2017  | Avranches        | N1              | 14         | 4          | CdF             | 3               | 0               | -                  | -                  | -                  | -           | -           | -           | 14     | 4      |
| 2017-18         | El Ejido         | RFEF            | 11         | 0          | -               | -               | -               | -                  | -                  | -                  | -           | -           | -           | 11     | 0      |
| 2018-19         | Nantes 2         | N2              | 15         | 1          | -               | -               | -               | -                  | -                  | -                  | -           | -           | -           | 15     | 1      |
| 2019-20         | Nantes 2         | N2              | 11         | 0          | -               | -               | -               | -                  | -                  | -                  | -           | -           | -           | 11     | 0      |
| Totale Nantes 2 | Totale Nantes 2  | Totale Nantes 2 | 26         | 1          |                 | -               | -               |                    | -                  | -                  |             | -           | -           | 26     | 1      |
| 2020-21         | Swift Hesperange | DN              | 30         | 23         | -               | -               | -               | -                  | -                  | -                  | -           | -           | -           | 30     | 23     |
| 2021-22         | Lierse           | 1B              | 27         | 7          | CdB             | 1               | 0               | -                  | -                  | -                  | -           | -           | -           | 27     | 7      |
| 2022-23         | Virton           | 1B              | 24         | 4          | CdB             | 1               | 0               | -                  | -                  | -                  | -           | -           | -           | 24     | 4      |
| Totale carriera | Totale carriera  | Totale carriera | 155        | 49         |                 | 5               | 0               |                    | -                  | -                  |             | -           | -           | 165    | 49     |

### Cronologia presenze e reti in nazionale
| Cronologia completa delle presenze e delle reti in nazionale ― Madagascar | Cronologia completa delle presenze e delle reti in nazionale ― Madagascar | Cronologia completa delle presenze e delle reti in nazionale ― Madagascar | Cronologia completa delle presenze e delle reti in nazionale ― Madagascar | Cronologia completa delle presenze e delle reti in nazionale ― Madagascar | Cronologia completa delle presenze e delle reti in nazionale ― Madagascar | Cronologia completa delle presenze e delle reti in nazionale ― Madagascar | Cronologia completa delle presenze e delle reti in nazionale ― Madagascar |
| Data                                                                      | Città                                                                     | In casa                                                                   | Risultato                                                                 | Ospiti                                                                    | Competizione                                                              | Reti                                                                      | Note                                                                      |
| ------------------------------------------------------------------------- | ------------------------------------------------------------------------- | ------------------------------------------------------------------------- | ------------------------------------------------------------------------- | ------------------------------------------------------------------------- | ------------------------------------------------------------------------- | ------------------------------------------------------------------------- | ------------------------------------------------------------------------- |
| 12-11-2020                                                                | Abidjan                                                                   | Costa d'Avorio                                                            | 2 – 1                                                                     | Madagascar                                                                | Qual. Coppa d'Africa 2021                                                 | -                                                                         | 60’                                                                       |
| 17-11-2020                                                                | Toamasina                                                                 | Madagascar                                                                | 1 – 1                                                                     | Costa d'Avorio                                                            | Qual. Coppa d'Africa 2021                                                 | -                                                                         | 83’                                                                       |
| 02-09-2021                                                                | Antananarivo                                                              | Madagascar                                                                | 0 – 1                                                                     | Benin                                                                     | Qual. Mondiali 2022                                                       | -                                                                         |                                                                           |
| 07-09-2021                                                                | Dar es Salaam                                                             | Tanzania                                                                  | 3 – 2                                                                     | Madagascar                                                                | Qual. Mondiali 2022                                                       | -                                                                         |                                                                           |
| 07-10-2021                                                                | Rabat                                                                     | RD del Congo                                                              | 2 – 0                                                                     | Madagascar                                                                | Qual. Mondiali 2022                                                       | -                                                                         | 61’                                                                       |
| 10-10-2021                                                                | Antananarivo                                                              | Madagascar                                                                | 1 – 0                                                                     | RD del Congo                                                              | Qual. Mondiali 2022                                                       | -                                                                         | 1’                                                                        |
| 11-11-2021                                                                | Cotonou                                                                   | Benin                                                                     | 2 – 0                                                                     | Madagascar                                                                | Qual. Mondiali 2022                                                       | -                                                                         | 45’                                                                       |
| 14-11-2021                                                                | Antananarivo                                                              | Madagascar                                                                | 1 – 1                                                                     | Tanzania                                                                  | Qual. Mondiali 2022                                                       | 1                                                                         | 65’                                                                       |
| 23-3-2023                                                                 | Antananarivo                                                              | Madagascar                                                                | 0 – 3                                                                     | Rep. Centrafricana                                                        | Qual. Coppa d'Africa 2023                                                 | -                                                                         |                                                                           |
| 27-3-2023                                                                 | Bangui                                                                    | Rep. Centrafricana                                                        | 2 – 0                                                                     | Madagascar                                                                | Qual. Coppa d'Africa 2023                                                 | -                                                                         |                                                                           |
| 18-6-2023                                                                 | Antananarivo                                                              | Madagascar                                                                | 0 – 0                                                                     | Ghana                                                                     | Qual. Coppa d'Africa 2023                                                 | -                                                                         | 66’                                                                       |
| 24-3-2025                                                                 | Al Hoceima                                                                | Madagascar                                                                | 0 – 3                                                                     | Ghana                                                                     | Qual. Mondiali 2026                                                       | -                                                                         | 77’                                                                       |
| Totale                                                                    |                                                                           | Presenze                                                                  | 14                                                                        |                                                                           | Reti                                                                      | 1                                                                         |                                                                           |